# James Bannatyne
James Bannatyne (ur. 30 czerwca 1975 w Lower Hutt w Nowej Zelandii) – nowozelandzki piłkarz, reprezentant kraju grający na pozycji bramkarza.

## Kariera piłkarska
Karierę rozpoczął w 1988 w klubie Petone. W 1997 przeszedł do klubu Miramar Rangers. W 2001 przeszedł do Football Kingz. W 2002 powrócił do Miramar Rangers. W 2005 przeszedł do klubu Canterbury United. Od 2006 do 2010 grał w Team Wellington, gdzie zakończył karierę.

## Kariera reprezentacyjna
Karierę reprezentacyjną rozpoczął 18 czerwca 2001 w spotkaniu z Wyspami Cook wygranym przez jego drużynę 2:0. W 2009 został powołany przez trenera Rickiego Herberta na Puchar Konfederacji 2009, gdzie reprezentacja Nowej Zelandii odpadła w fazie grupowej. 10 maja 2010 został powołany na MŚ 2010. Po tym turnieju zakończył karierę reprezentacyjną, dla której wystąpił w 3 spotkaniach.